# Wörterberg
Wörterberg (węg. Vörthegy) – gmina w Austrii, w kraju związkowym Burgenland, w powiecie Güssing. Według Austriackiego Urzędu Statystycznego liczyła 491 mieszkańców (1 stycznia 2014).